# Timo Nagy
Timo Nagy [nɒɟ] (* 20. April 1983 in Altötting) ist ein deutscher Fußballspieler mit ungarischen Wurzeln. Er kann im Mittelfeld sowie als Außenverteidiger eingesetzt werden.

## Karriere
Nagy spielte in seiner Jugend für den SV Gendorf in Burgkirchen sowie für den FC Bayern München und wechselte 1998 nach Burghausen in die B-Jugend.
Nach seiner Zeit in den Nachwuchsmannschaften rückte er in die Zweite Mannschaft auf, war aber von Anfang an Mitglied der sogenannten Fördergruppe des SV Wacker und durfte somit mit den Spielern der Ersten Mannschaft trainieren. Er kam in der Saison 2001/02 zu einem Einsatz in der Regionalliga Süd. Eine Verletzung warf ihn zurück und er spielte bei den Amateuren.
In der Winterpause der Saison 2005/06 erhielt Nagy nach guten Leistungen bei den Amateuren eine neue Chance und rückte in den Profikader auf. Er kam in der 2. Bundesliga auf zwölf Einsätze mit einem Tor.
Vor der Saison 2006/07 wechselte Nagy als Perspektivspieler zu Hannover 96. Er konnte aber kein Spiel für seinen neuen Verein bestreiten, da er sich einer Schambein-Operation unterziehen musste. Um Spielpraxis zu erlangen, wurde Nagy in der Winterpause an seinen Ex-Klub Wacker Burghausen ausgeliehen.
Seit 2007/08 trug er das Trikot der SpVgg Unterhaching, mit der er sich für die 3. Liga qualifizierte. Am 37. Spieltag der Saison 2008/09 konnte er gegen den FC Carl Zeiss Jena sein erstes Tor für die SpVgg erzielen.
Ausgerechnet dorthin wechselte Nagy 2009/10. Beim FC Carl Zeiss Jena unterschrieb er einen Zweijahresvertrag. Am 27. April 2010 (28. Spieltag) zog er sich im Auswärtsspiel seines Klubs bei Wacker Burghausen einen Kreuzbandriss zu, wodurch er fast ein Jahr pausieren musste. Zur Saison 2011/12 wechselte Nagy zum Drittligisten SV Wehen Wiesbaden, wo er einen Vertrag bis Saisonende unterschrieb.